# アリクブケ
アリクブケ（モンゴル語: ᠠᠷᠢᠭᠪᠦᠬᠡ, ラテン文字転写: Arïq Buka）は、モンゴル帝国の第5代皇帝（カアン）。漢文史料では阿里不哥、ペルシア語史料ではاريغ بوكا（Arīgh Būkā）と書かれる。書籍によってはアリクブカとも表記される。

## 生涯
トルイとその妃ソルコクタニ・ベキの間の四男（末子）。モンケ、クビライ、フレグの弟にあたる。末子として本拠地を守る任に就くことが多かったため、戦場経験は乏しかった。憲宗9年（1259年）に第4代カアンであった長兄のモンケが死去すると、中統元年（1260年）4月にカラコルムで行われたクリルタイによりその後継者としてカアンに即位するが、傘下の南征軍を解体せずに保持していた次兄のクビライも同じくカアンを称し、両者の間で争いが始まった（モンゴル帝国帝位継承戦争）。
この争いでは、没落したオゴデイ家から独力で大勢力を構築したカイドゥや、その傘下で同盟を組むチャガタイ家のオルガナを味方につけたアリクブケが当初は優位であったが、旧金朝治下の漢地を押さえ、華北農耕地帯の豊かな物資を背景に北進するクビライの反攻と、飢饉による自軍の壊滅など不運も重なり、中統5年7月28日（1264年8月21日）に降伏した。クビライの弟ということで一命は助けられたが、その2年後に病死した。
しかし、アリクブケの子孫であるイェスデルが天元10年（1388年）にクビライの子孫トグス・テムルを殺害してカアン位を奪うことで、100年目の復讐を果たしている。また、フレグの立てたイルハン朝において、アリクブケの次男メリク・テムルの曾孫のアルパ・ケウンが君主位に就いたことがある。